# Karjala Cup 2014
Karjala Cup 2014 byl turnaj v rámci série Euro Hockey Tour 2014/2015, který probíhal od 6. do 9. listopadu 2014. Zápas mezi švédskou a ruskou hokejovou reprezentací proběhl v Tegera Areně ve švédském Leksandu, ostatní zápasy turnaje proběhly v Hartwall-areeně ve finských Helsinkách. Obhájcem prvenství z předchozího ročníku je domácí finská hokejová reprezentace. Vítězem turnaje se po třetí stala reprezentace Švédska.

## Zápasy
| 6. listopadu 2014 17:30 SEČ | Finsko | 2 : 1 (1:0, 1:1, 0:0) | Česko | Hartwall Arena, Helsinky Návštěvnost: 7 026 |  |

| Zpráva                                 |                                        |             |                        |                                                                          |
| Juha Metsola                           | Juha Metsola                           | Brankáři    | Pavel Francouz         | Rozhodčí: Tobias Björk Linus Öhlund Čároví: Jani Pesonen Sakari Suominen |
| Jarkko Immonen 16:15 Olli Palola 31:27 | Jarkko Immonen 16:15 Olli Palola 31:27 | 1:0 1:1 2:1 | 24:24 – Radek Smoleňák | Rozhodčí: Tobias Björk Linus Öhlund Čároví: Jani Pesonen Sakari Suominen |
| 4 min                                  | 4 min                                  | Tresty      | 10 min                 | Rozhodčí: Tobias Björk Linus Öhlund Čároví: Jani Pesonen Sakari Suominen |
| 23                                     | 23                                     | Střely      | 29                     | Rozhodčí: Tobias Björk Linus Öhlund Čároví: Jani Pesonen Sakari Suominen |

| 6. listopadu 2014 19:00 SEČ | Švédsko | 5 : 4 SN (2:0, 1:3, 1:1 ; 0:0 ; 1:0) | Rusko | Tegera Arena, Leksand Návštěvnost: 6 634 |  |

| Zpráva | |                                                            | |                                                                        |
| Anders Nilsson                                                                                                  | Anders Nilsson                                                                                                  | Brankáři                                                   | Stanislav Galimov | Rozhodčí: Jan Hribík Pavel Hodek Čároví: Örjan Åhlén Andreas Malmqvist |
| Patrik Hersley 01:35 Andreas Engqvist 12:21 Davis Ullström 36:09 Tom Wandell 45:04 André Petersson Linus Klasen | Patrik Hersley 01:35 Andreas Engqvist 12:21 Davis Ullström 36:09 Tom Wandell 45:04 André Petersson Linus Klasen | 1:0 2:0 2:1 2:2 2:3 3:3 4:3 4:4 Samostatné nájezdy 1:0 2:0 | 30:50 – Dmitrij Kugryšev 31:41 – Děnis Kokarev 34:03 Alexandr Radulov 45:57 – A. Slepyšev Alexandr Radulov Dmitrij Kugryšev | Rozhodčí: Jan Hribík Pavel Hodek Čároví: Örjan Åhlén Andreas Malmqvist |
| 16 min | 16 min | Tresty                                                     | 10 min | Rozhodčí: Jan Hribík Pavel Hodek Čároví: Örjan Åhlén Andreas Malmqvist |
| 34 | 34 | Střely                                                     | 29 | Rozhodčí: Jan Hribík Pavel Hodek Čároví: Örjan Åhlén Andreas Malmqvist |

| 8. listopadu 2014 11:00 SEČ | Česko | 3 : 4 SN (0:0, 3:3, 0:0 ; 0:0 ; 0:1) | Švédsko | Hartwall Arena, Helsinky Návštěvnost: 2 994 |  |

| Zpráva                                                                                       |                                                                                              |                                                        | |                                                                                       |
| Šimon Hrubec                                                                                 | Šimon Hrubec                                                                                 | Brankáři                                               | Anders Nilsson | Rozhodčí: Mikko Kaukokari Aleksi Johannes Rantala Čároví: Jani Pesonen Hannu Sormunen |
| Tomáš Filippi 22:20 Petr Zámorský 34:52 Radek Smoleňák 39:23 Radek Smoleňák Vladimír Svačina | Tomáš Filippi 22:20 Petr Zámorský 34:52 Radek Smoleňák 39:23 Radek Smoleňák Vladimír Svačina | 0:1 0:2 1:2 2:2 3:2 3:3 Samostatné nájezdy 0:0 0:1 0:2 | 21:17 Jimmie Ericsson 21:39 Jimmie Ericsson 39:46 – André Petersson Andreas Engqvist Linus Klasen André Petersson | Rozhodčí: Mikko Kaukokari Aleksi Johannes Rantala Čároví: Jani Pesonen Hannu Sormunen |
| 8 min                                                                                        | 8 min                                                                                        | Tresty                                                 | 8 min | Rozhodčí: Mikko Kaukokari Aleksi Johannes Rantala Čároví: Jani Pesonen Hannu Sormunen |
| 28                                                                                           | 28                                                                                           | Střely                                                 | 23 | Rozhodčí: Mikko Kaukokari Aleksi Johannes Rantala Čároví: Jani Pesonen Hannu Sormunen |

| 8. listopadu 2014 15:00 SEČ | Rusko | 2 : 6 (1:1, 1:4, 0:1) | Finsko | Hartwall Arena, Helsinky Návštěvnost: 11 781 |  |

| Zpráva                                  |                                         |                                 | |                                                                              |
| Vasilij Košečkin                        | Vasilij Košečkin                        | Brankáři                        | Atte Engren | Rozhodčí: Tobias Björk Linus Öhlund Čároví: Markus Hägerström Iikka Kiilunen |
| Arťom Panarin 10:45 Děnis Kokarev 20:30 | Arťom Panarin 10:45 Děnis Kokarev 20:30 | 1:0 1:1 2:1 2:2 2:3 2:4 2:5 2:6 | 19:36 Jarkko Immonen 23:05 Janne Pesonen 28:55 Esa Lindell 30:03 Kristian Näkyvä 31:10 Oskar Osala 51:54 T. Hartikainen | Rozhodčí: Tobias Björk Linus Öhlund Čároví: Markus Hägerström Iikka Kiilunen |
| 6 min                                   | 6 min                                   | Tresty                          | 8 min | Rozhodčí: Tobias Björk Linus Öhlund Čároví: Markus Hägerström Iikka Kiilunen |
| 30                                      | 30                                      | Střely                          | 25 | Rozhodčí: Tobias Björk Linus Öhlund Čároví: Markus Hägerström Iikka Kiilunen |

| 9. listopadu 2014 11:00 SEČ | Rusko | 4 : 2 (3:0, 0:0, 1:2) | Česko | Hartwall Arena, Helsinky Návštěvnost: 3 729 |  |

| Zpráva                                                                            |                                                                                   |                         |                                     |                                                                                  |
| Ilja Sorokin                                                                      | Ilja Sorokin                                                                      | Brankáři                | Pavel Francouz                      | Rozhodčí: Antti Boman Anssi Kalevi Salonen Čároví: Masi Puolakka Sakari Suominen |
| Arťom Panarin 00:54 Jegor Averin 09:41 Arťom Panarin 17:12 Alexandr Radulov 54:57 | Arťom Panarin 00:54 Jegor Averin 09:41 Arťom Panarin 17:12 Alexandr Radulov 54:57 | 1:0 2:0 3:0 3:1 4:1 4:2 | 43:11 Ondřej Roman 57:50 Petr Holík | Rozhodčí: Antti Boman Anssi Kalevi Salonen Čároví: Masi Puolakka Sakari Suominen |
| 22 min                                                                            | 22 min                                                                            | Tresty                  | 26 min                              | Rozhodčí: Antti Boman Anssi Kalevi Salonen Čároví: Masi Puolakka Sakari Suominen |
| 25                                                                                | 25                                                                                | Střely                  | 28                                  | Rozhodčí: Antti Boman Anssi Kalevi Salonen Čároví: Masi Puolakka Sakari Suominen |

| 9. listopadu 2014 15:00 SEČ | Finsko | 0 : 3 (0:1, 0:2, 0:0) | Švédsko | Hartwall Arena, Helsinky Návštěvnost: 11 563 |  |

| Zpráva      |             |             |                                                             |                                                                             |
| Atte Engren | Atte Engren | Brankáři    | Henrik Karlsson                                             | Rozhodčí: Konstantin Olenin Alexej Ravodin Čároví: Henri Neva Pasi Nieminen |
|             |             | 0:1 0:2 0:3 | 17:58 Linus Klasen 23:08 Dick Axelsson 28:09 Patrik Hersley | Rozhodčí: Konstantin Olenin Alexej Ravodin Čároví: Henri Neva Pasi Nieminen |
| 8 min       | 8 min       | Tresty      | 12 min                                                      | Rozhodčí: Konstantin Olenin Alexej Ravodin Čároví: Henri Neva Pasi Nieminen |
| 39          | 39          | Střely      | 21                                                          | Rozhodčí: Konstantin Olenin Alexej Ravodin Čároví: Henri Neva Pasi Nieminen |

## Tabulka
| Poř. | Tým     | Z | V | VP | PP | P | VG | OG | B |
| ---- | ------- | - | - | -- | -- | - | -- | -- | - |
| 1.   | Švédsko | 3 | 1 | 2  | 0  | 0 | 12 | 7  | 7 |
| 2.   | Finsko  | 3 | 2 | 0  | 0  | 1 | 8  | 6  | 6 |
| 3.   | Rusko   | 3 | 1 | 0  | 1  | 1 | 10 | 13 | 4 |
| 4.   | Česko   | 3 | 0 | 0  | 1  | 2 | 6  | 10 | 1 |

### Nejlepší hráči podle direktoriátu turnaje
| Pozice            | Hráč            |
| ----------------- | --------------- |
| Brankář           | Henrik Karlsson |
| Obránce           | Atte Ohtamaa    |
| Útočník           | Linus Klasen    |
| Kanadské bodování | Linus Klasen    |